# Turkish Journal of Field Crops
Turkish Journal of Field Crops is een Turks, aan collegiale toetsing onderworpen open access wetenschappelijk tijdschrift op het gebied van de landbouwkunde. De naam wordt in literatuurverwijzingen meestal afgekort tot Turk. J. Field Crops. Het eerste nummer verscheen in 2009.